# تشارلز إل. بوريل
تشارلز إل. بوريل هو سياسي أمريكي، ولد في 3 يناير 1862 في بوسطن في الولايات المتحدة، وتوفي بنفس المكان في 15 سبتمبر 1931. نشط حزبياً في الحزب الجمهوري.